# Шоні (Канзас)
Шоні (англ. Shawnee) — місто (англ. city) в США, в окрузі Джонсон штату Канзас. Населення — 67 311 особа (2020).

## Географія
Шоні розташоване за координатами 39°1′4″ пн. ш. 94°48′19″ зх. д. / 39.01778° пн. ш. 94.80528° зх. д. (39.017779, -94.805322).  За даними Бюро перепису населення США в 2010 році місто мало площу 111,01 км², з яких 108,40 км² — суходіл та 2,62 км² — водойми.

## Демографія
Згідно з переписом 2010 року, у місті мешкало 62 209 осіб у 23 651 домогосподарстві у складі 16 876 родин. Густота населення становила 560 осіб/км².  Було 24954 помешкання (225/км²).
Расовий склад населення:
| - 86,3 % — білих - 5,3 % — чорних або афроамериканців - 3,0 % — азіатів - 0,4 % — корінних американців - 0,1 % — вихідців з тихоокеанських островів - 2,3 % — осіб інших рас |

До двох чи більше рас належало 2,6 %. Частка іспаномовних становила 7,5 % від усіх жителів.
За віковим діапазоном населення розподілялося таким чином: 27,7 % — особи молодші 18 років, 62,3 % — особи у віці 18—64 років, 10,0 % — особи у віці 65 років та старші. Медіана віку мешканця становила 36,4 року. На 100 осіб жіночої статі у місті припадало 95,8 чоловіків;  на 100 жінок у віці від 18 років та старших — 92,1 чоловіків також старших 18 років.
Середній дохід на одне домашнє господарство  становив 92 761 долар США (медіана — 77 271), а середній дохід на одну сім'ю — 108 361 долар (медіана — 94 022). Медіана доходів становила 62 090 доларів для чоловіків та 46 575 доларів для жінок. За межею бідності перебувало 7,5 % осіб, у тому числі 9,9 % дітей у віці до 18 років та 5,7 % осіб у віці 65 років та старших.
Цивільне працевлаштоване населення становило 33 811 осіб. Основні галузі зайнятості: освіта, охорона здоров'я та соціальна допомога — 21,4 %, науковці, спеціалісти, менеджери — 14,7 %, роздрібна торгівля — 12,5 %.